# Tommy Archer

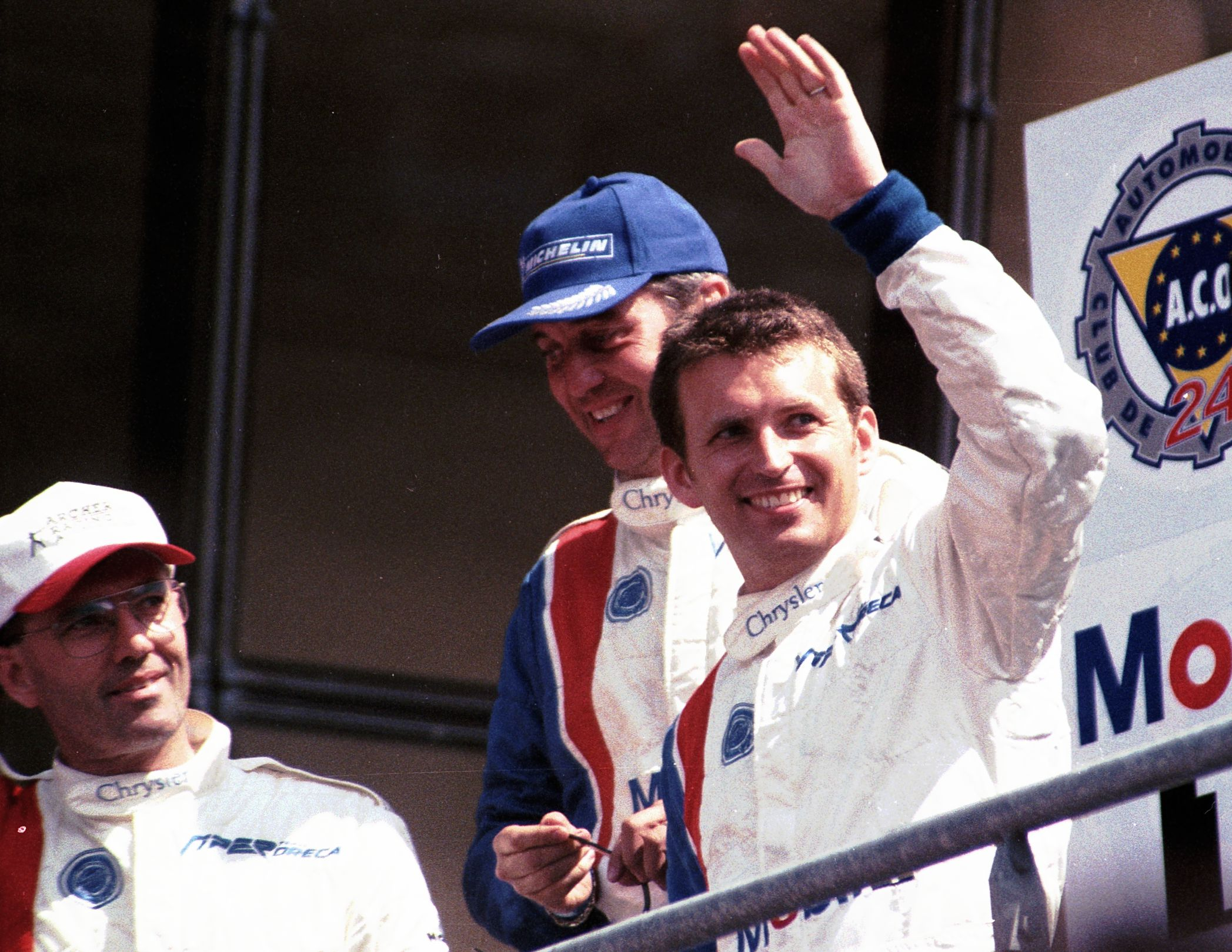
Tommy Archer (links) am Siegerpodest der GTS-Klasse beim 24-Stunden-Rennen von Le Mans 1999

Thomas James „Tommy“ Archer (* 16. November 1954 in Duluth, Minnesota) ist ein ehemaliger US-amerikanischer Autorennfahrer.

## Karriere
Tommy Archer trat als Rennfahrer 1975 erstmals in Erscheinung, als er auf einem Datsun 510 erfolglos versuchte, sich für das 12-Stunden-Rennen von Sebring zu qualifizieren. Seinen ersten internationalen Renneinsatz hatte er 1987, als er auf einem Chevrolet Camaro beim 24-Stunden-Rennen von Daytona am Start war. Die zwölf Jahre zwischen diesen beiden Rennen fuhr er Eisrennen in den USA und gewann dabei sieben nationale Meisterschaften. Anfang der 1980er-Jahre begann er auch verstärkt Sportwagenrennen zu bestreiten. Er engagierte sich in der US-amerikanischen SCCA-Sportwagenmeisterschaft und in der American Le Mans Series.
1997 kam er als Werksfahrer von ORECA nach Europa, um in der FIA-GT-Meisterschaft und beim 24-Stunden-Rennen von Le Mans zu starten. Bei vier Le-Mans-Starts waren die beiden zwölften Ränge im Gesamtklassement 1999 und 2000 die besten Ergebnisse. Fünfmal war Archer in den 1990er-Jahren in der Camping World Truck Series am Start und fuhr in seinen letzten Karrierejahren Sportwagenrennen in Nordamerika.

## Statistik

### Le-Mans-Ergebnisse
| Jahr | Team                     | Fahrzeug             | Teamkollege     | Teamkollege | Platzierung | Ausfallgrund |
| ---- | ------------------------ | -------------------- | --------------- | ----------- | ----------- | ------------ |
| 1997 | Société Viper Team Oreca | Chrysler Viper GTS-R | Soheil Ayari    | Marc Duez   | Ausfall     | Unfall       |
| 1998 | Viper Team Oreca         | Chrysler Viper GTS-R | Olivier Beretta | Pedro Lamy  | Rang 13     |              |
| 1999 | Viper Team Oreca         | Chrysler Viper GTS-R | Justin Bell     | Marc Duez   | Rang 12     |              |
| 2000 | Viper Team Oreca         | Chrysler Viper GTS-R | Patrick Huisman | Marc Duez   | Rang 12     |              |

### Sebring-Ergebnisse
| Jahr | Team                  | Fahrzeug          | Teamkollege   | Teamkollege | Platzierung | Ausfallgrund |
| ---- | --------------------- | ----------------- | ------------- | ----------- | ----------- | ------------ |
| 1998 | Saleen Allen Speedlab | Saleen Mustang    | Steve Saleen  | Ron Johnson | Rang 6      |              |
| 2000 | Viper Team Oreca      | Dodge Viper GTS-R | David Donohue | Marc Duez   | Rang 8      |              |